# Siro Riccioni
Siro Riccioni (Bussi sul Tirino, 31 gennaio 1920 – Paluzza, 10 luglio 1956) è stato un militare italiano.
Nell'inverno del 1945, nel corso della seconda guerra mondiale, salvò la vita di 272 italiani da una fucilazione sull'isola di Creta.

## Biografia
Laureato in filosofia, con i gradi di sottotenente si recò nel 1942 quando il Regio Esercito Italiano occupò l'isola di Creta, nello stesso periodo in cui si occupava Cefalonia.
Nel 8 settembre 1943, dopo il proclama di Badoglio, da comandante militare in Grecia organizzò una brigata partigiana chiamata “Franchi Tiratori Reparti Italiani” e facilitò lo sbarco degli alleati. In particolare nel 1945 salvò 272 italiani dalla fucilazione, ottenendo la medaglia d'argento al valor militare.
Morì a 36 anni per un incidente durante un'esercitazione con i suoi soldati sulle Alpi, a Creta delle Chianevate.